# ブリアール運河

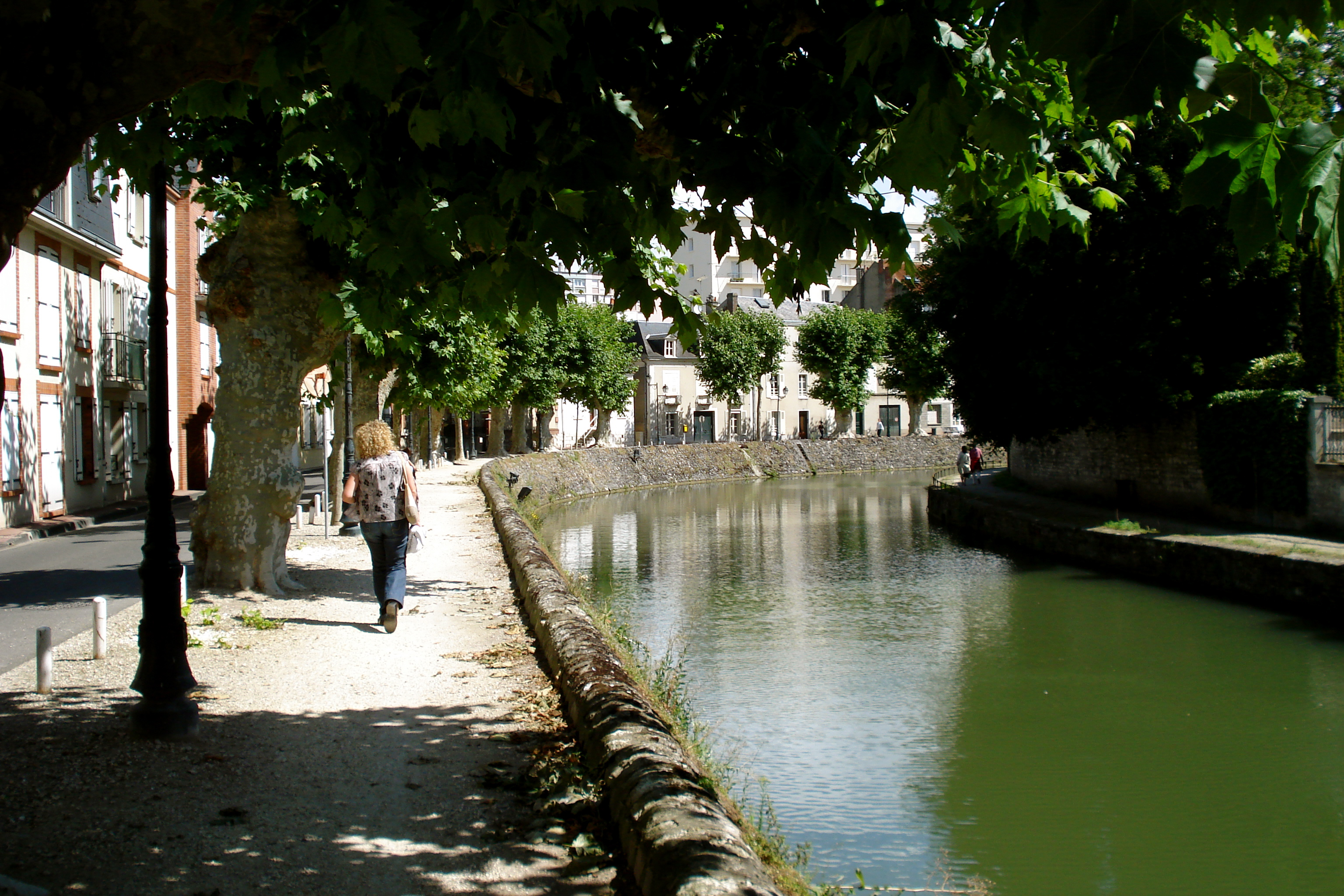
ブリアール運河（モンタルジで）

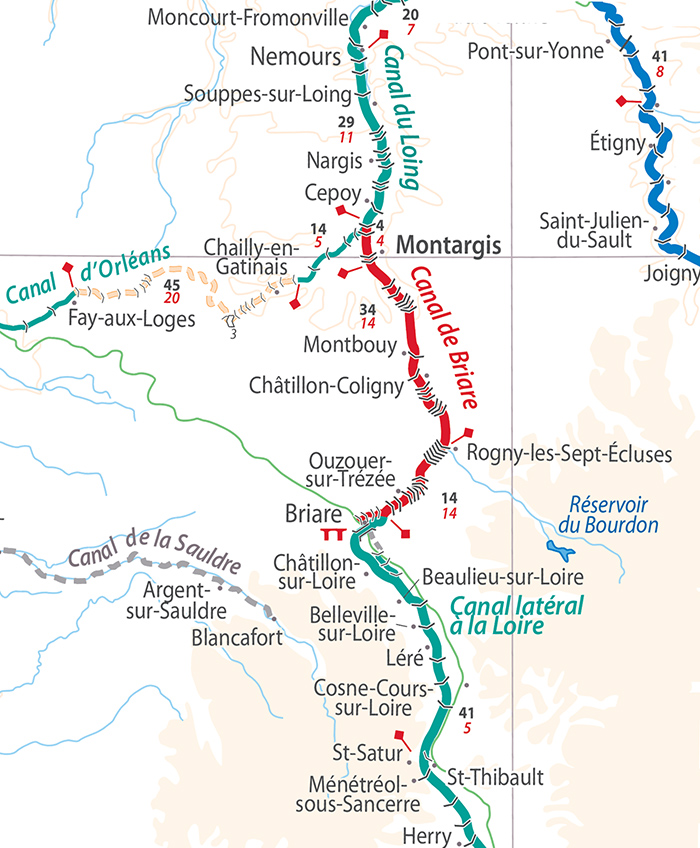
ブリアール運河の接続図

ブリアール運河（ブリアールうんが、フランス語: Canal de Briare）はフランスにある運河で、ロアール川とセーヌ川を結んでいる。1642年に建設されて、フランスで最も古い運河の1つであり、すべての近代的な運河のプロトタイプである「山越え運河」の最初のものである。

## 概要
ブリアール運河はフランスで最も古い運河の一つで、またヨーロッパで初めての「山越え運河」（Summit-level canal）である。全コースは54kmで、38の閘門（水門）があり、主にセーヌ川側のロワン川（Loing）とロワール川側のトレゼ川（Trézée）の谷をたどり、ブリアール（Briare、北緯47度38分20秒 東経2度43分46秒 / 北緯47.63899度 東経2.72937度）からビュージュ（Buges、北緯48度01分42秒 東経2度43分21秒 / 北緯48.02821度 東経2.72259度）まで、運河は最初の12基の水門を通って41メートル上昇し、 残りの 24 基の水門を通って85メートル降下する。この運河はVNF（Voies navigables de France）によって管理されていて、セーヌ川沿いのサン=マメス (Saint-Mammès) からソーヌ川沿いのシャロン＝シュル＝ソーヌ (Chalon-sur-Saône) に至る「ブルボン・ルート 」(Bourbonnais route) の 一部でもある。
ブリアール運河は1642年に完成した。この運河のロワール川運河 (Canal latéral à la Loire)との接続は、パリのエッフェル塔を設計・建設したギュスターヴ・エッフェルが作った「ブリアール水路」（Pont-canal de Briare、ブリアール運河橋とも呼ばれる）でロワール川の上を超えるので有名である。

## 参照項目
- ブルボン・ルート (Bourbonnais route)